# Monte Flora
Il monte Flora è una montagna alta 520 m contenente un anfiteatro glaciale naturale ben definito rivolto a nord-est. Si trova a circa un chilometro all'estremità sud-est della baia della speranza, all'estremità nord-orientale di la penisola antartica e a circa 3 chilometri a sud-est della base argentina Esperanza. Fu scoperto dalla spedizione antartica svedese svoltasi tra il 1901 ed il 1904 sotto il comando di Otto Nordenskjöld. Il nome gli venne dato da Johan Gunnar Andersson, secondo in comando della spedizione che vi scoprì fossili di piante del Giurassico.

## Area Specialmente Protetta dell'Antartide
Un'area di circa 30 ettari sulle pendici settentrionali della montagna, che comprende gli strati fossiliferi, è protetto dal Trattato Antartico come Area Specialmente Protetta dell'Antartide (codice ASPA 148). Il motivo principale della designazione è stato quello di proteggere un sito scientificamente importante per studi geologici, paleobotanici e paleoclimatologici.